# قمری اینکا
قمری اینکا یا قمری مکزیکی (نام علمی: Columbina inca) یک قمری کوچک در قاره جهان جدید است. این گونه نخستین بار توسط جراح و طبیعت‌شناس فرانسوی رنه لسون در سال ۱۸۴۷ توصیف شد. طول آن به ۱۶٫۵–۲۳ سانتیمتر (۶٫۵–۹٫۱ اینچ) و وزن آن ۳۰–۵۸ گرم (۱٫۱–۲٫۰ اونس) است. طول گستردگی بال‌های قمری اینکا به‌طور میانگین ۲۸٫۵ سانتی‌متر و حداکثر گستردگی بال‌ها ۳۲ سانتی‌متر است. این گونه باریک است، با بدن خاکستری مایل به قهوه‌ای پوشیده از پرهایی که شبیه یک الگوی پولک‌مانند است. دم آن دراز و مربعی است و دارای پرهای سفیدی است که ممکن است در هنگام پرواز بیرون بزنند. زیر بال‌ها مانند دیگر قمری‌های زمینی قرمزرنگ هستند و هنگام بلندشدن از زمین، بال‌ها صدایی متمایز و آرامی ایجاد می‌کنند.

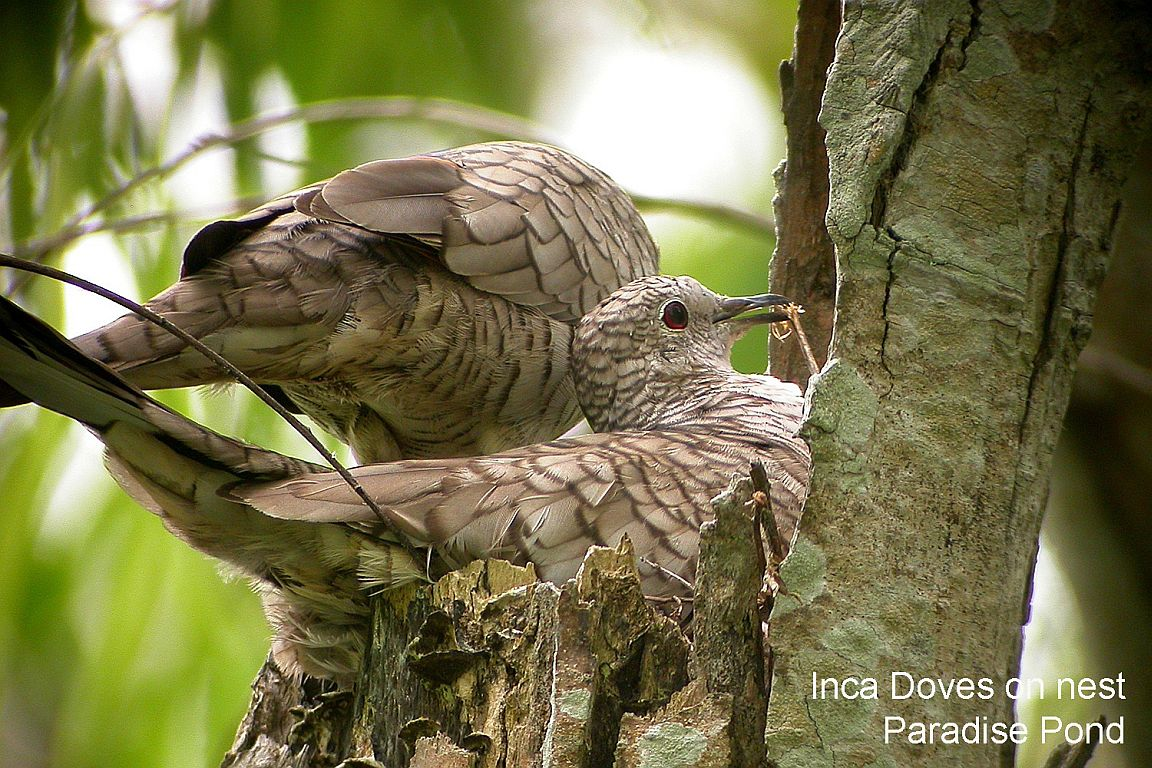
یک جفت قمری اینکا در حال آشیانه‌سازی

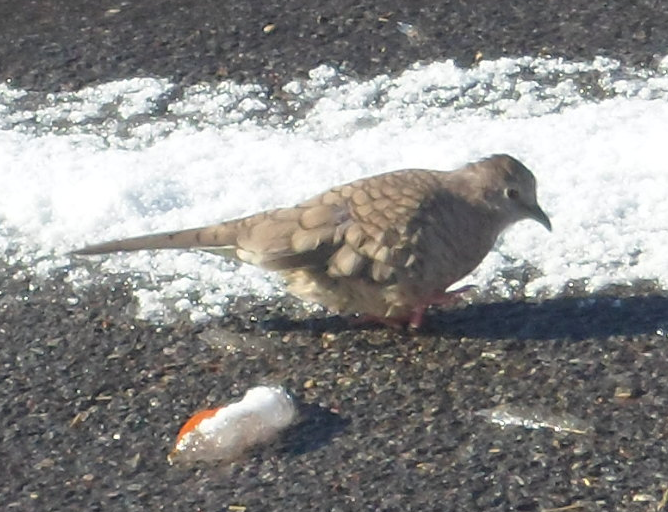
قمری اینکا در یک روز برفی در یکی از خیابان‌های شهر چی‌هواهوا در جستجوی غذا